# 闊可寇熱克村恐怖袭击事件
闊可寇熱克村恐怖袭击事件发生在新疆的自杀式袭击事件。2012年10月1日中華人民共和國国庆，新疆喀什地区叶城县闊可寇熱克村边防部队基地，一名约二十岁维吾尔族电单车手引爆强烈爆炸品，当地人士指事件导致约二十人死伤，但官方至今未证实事件。
当地居民指，两至三名维吾尔族青年由和田地区皮山县，分别骑电单车到喀什地区的叶城县，并在基地附近视察环境，大约11时，其中人在距离基地六公里下车，剩一人驾驶电单车袭击，该名袭击者相信已死亡。
伯西热克乡派出所所长证实，10月1日中午12时前，一青年骑电单车撞向恰萨美其特乡阔可寇热克村边防部队基地围墙，作自杀式袭击，当场引致爆炸。警方通缉两名年约21及22岁的维吾尔族青年。